# 絶対知
絶対知（ぜったいち）とはドイツ観念論において用いられている言葉。これはフリードリヒ・シェリングやゲオルク・ヴィルヘルム・フリードリヒ・ヘーゲルの『精神現象学』を中心とした哲学において用いられ、人間の知識の中でも最高の段階である哲学的な知識のことを言う。